# Социальный консерватизм
Социа́льный консервати́зм (социа́л-консервати́зм) — одно из течений современного консерватизма.

## Идеология
По мнению приверженцев социального консерватизма, государство должно постоянно заботиться о росте благосостояния населения, главным средством реализации социальных функций государства является эффективное развитие экономики на базе общих для современного консерватизма принципов, необходимым условием общественного прогресса является сохранение верности национальной культуре.
В целом социальные консерваторы сближаются с традиционалистами в трактовке государства и патриотизма.

## По странам
В Молдавии основным идеологом, догматиком и лидером движения является Никита Селивестру.[значимость факта?]
Наибольшее распространение социальный консерватизм получил в Германии.
Социальный консерватизм является основной идеологией Российской партии пенсионеров за социальную справедливость. Социального консерватизма также придерживаются партии КПРФ и Справедливая Россия — Патриоты — За правду.
Историк Л. М. Сокольщик отмечает следующие черты социального консерватизма в США:
- Идея о важной роли религии в жизни общества;
- Уменьшение роли федерального правительства в социальной и экономической сферах;
- Склонность к буквальному толкованию Конституции и Декларации независимости США;
- Поддержка семейных и традиционных ценностей.